# Ernesto Madero Vázquez
José Joaquín Ernesto del Sagrado Corazón de Jesús Madero Vázquez. (Morelia, Michoacán, México, 26 de noviembre de 1913, Tepoztlán, Morelos, México,  ¿? 1996) Destacado intelectual mexicano, diplomático, escritor y periodista. Se desempeñó en el Servicio Exterior de México durante más de 36 años.
Comenzó desde los puestos más bajos hasta llegar a representar a esta nación, con el rango de Embajador Extraordinario y Plenipotenciario, en varios países de Europa, África, Asia y el Caribe. Como escritor incursionó en varios géneros literarios, como novela, teatro, biografía y guiones cinematográficos. Como periodista fue corresponsal de guerra durante los primeros meses de la guerra civil española y escribió artículos para varias publicaciones periódicas de México, Cuba y otros países. Por su gran labor en el terreno diplomático fue nombrado “Embajador Eminente” y más tarde “Embajador Emérito”.

## Biografía
Nació en la ciudad de Morelia, Estado de Michoacán, México el 26 de noviembre de 1913. Hijo del poéta  michoacano Manuel Madero y Josefina Vázquez de Madero.
En esa ciudad cursó los estudios básicos y secundarios y más tarde logró alcanzar el cuarto año de la carrera de ingeniería en el Colegio de San Nicolás de Hidalgo.
Trabajó en una editorial, donde colaboró con el célebre escritor José Rubén Romero, autor del libro “La vida inútil de Pito Pérez”, allí comenzó a profundizar sus conocimientos literarios y desarrollar sus inquietudes periodísticas.
Muy joven aun ingresa en la Liga de Escritores y Artistas Revolucionarios. Esta organización lo elige para llevar su mensaje al Primer Congreso Latinoamericano de Estudiantes Socialistas, celebrado en Guadalajara el 20 de agosto de 1936.
En 1937 viajó a España como corresponsal de guerra del periódico “El Nacional”. Durante el viaje pasa por Nueva York, ciudad que lo motiva a escribir un reportaje que tituló “La Isla de Hierro”. Ya en tierras españolas recibió un salvoconducto de las autoridades republicanas para visitar todos los frentes del centro. Desde varias ciudades envueltas en la contienda civil, escribe reportajes y crónicas como la que tituló: “Pájaros Negros sobre Caspe”, que fueron publicadas, además de en “El Nacional”, también en el órgano de las juventudes socialistas “Ruta” y en “El Grito”. Durante su periplo por los frentes pudo realizar una entrevista al destacado novelista francés André Malraux y colaboró como ayudante del entonces Teniente Coronel de las fuerzas republicanas en el incipiente frente de Teruel, su paisano David Alfaro Siqueiros.
En 1938 regresó a México y escribió el folleto: ‘México, Tribuna de la Paz’ a propósito de varios congresos internacionales convocados por la Confederación de Trabajadores de México, que fuera publicado en septiembre. También en ese mismo año de 1938 se casa con la que fuera su primera esposa, la escritora cubana Teresa Casuso Morín (Teté), a quien había conocido en la Liga de Escritores y Artistas Revolucionarios.
El 1 de marzo de 1939 el Servicio Exterior de México lo nombra, con el cargo de Canciller de Tercera Interino, para su legación en La Habana. El 31 de marzo llegó a esta ciudad, en un buque de la Línea naviera Ward, en compañía de su madre y de su esposa, para ponerse a las órdenes del Embajador de México en Cuba y dar comienzo así a su carrera diplomática. Tiempo después en ese mismo país, fue ascendido a Canciller de Segunda.
Durante su estancia en Cuba desde 1939 a 1943 incursionó de forma destacada en el terreno periodístico. Escribió una cantidad considerable de crónicas y artículos, algunos de contenido político, como los publicados sobre los personajes del exilio republicano español, Alcalá Zamora, Presidente de la Segunda República e Indalecio Prieto (“El Político Indalecio Prieto”. Ed. Carteles, 25 de mayo de 1941). Otros de corte más cultural como “El Padre de Pito Pérez”, (Ed. Carteles, 3 de agosto de 1941), una semblanza de la vida de Juventino Rosas, compositor del afamado “Vals sobre las olas”, publicado con el título de “Figuras de México” en la revista “HOY” y con el de “Vida de Juventino Rosas”, en La Gaceta de Cuba. En los artículos “La última Carta escrita en Veracruz” y “Martí en México. Primicias del Apóstol” (Ed. Carteles, 1 de febrero de 1942), expresa su gran admiración y respeto hacia el patriota cubano José Martí. Otros artículos destacados fueron: “Somos los Mismos” (Narrativa de la Revolución mexicana, Ed. Carteles, 8 de noviembre de 1943), “Hemingway. Un tipo Extraordinario” y Las Grandes Entrevistas de “HOY”: “Paul van Zeeland”. También escribió una serie de artículos muy críticos sobre el dictador dominicano Rafael Leónidas Trujillo, los que tituló: “La Historia de un Hombre que se Proclamó Igual a Dios. Testimonios de un Viaje a la Española” publicados en las revistas  “Mañana”, y “Carteles”, a consecuencia de los cuales y a petición del embajador de la República Dominicana en México, es cesado en su cargo el 24 de septiembre de 1943.

A principios de 1944 pudo reingresar en el Servicio Exterior de México y el 3 de febrero, en plena Segunda Guerra Mundial, es enviado al consulado de su país en Londres.
El 1 de julio de 1945 es ascendido a Canciller de Primera y el 9 de agosto se le ordena trasladarse a la embajada mexicana en Moscú, con el nombramiento de “Agregado de Prensa”.
El 20 de septiembre de 1946 recibe instrucciones de trasladarse a Varsovia, Polonia, para hacerse cargo de los archivos de la embajada. En dicha representación diplomática Madero permanece por un periodo de 14 meses, tiempo durante el cual conoce a la ciudadana francesa Lucienne Mourlhou Rouby, con la que se uniría en segundas nupcias en la capital azteca el 23 de mayo de 1949. Fruto de este matrimonio fueron sus dos hijos: Jorge y Marie Noelle.
El 16 de marzo de 1948 se le comunica su traslado a la Ciudad de México, donde queda adscrito “hasta nueva orden”. En ese mismo año solicita una licencia económica sin goce de sueldo para dedicarse a actividades particulares.
En 1953, ya con el cargo de Canciller de Primera, es enviado de nuevo a la embajada mexicana en Moscú, en aquel entonces capital de la Unión de repúblicas Socialistas Soviéticas (URSS) donde permanece hasta 1962. En ese periodo y en reconocimiento a la labor desarrollada, fue ascendido a Tercer Secretario y luego, a Segundo Secretario.
Esta nueva etapa en la carrera diplomática de Madero, se desarrolló en condiciones difíciles ya que durante la misma fue acreditado como Encargado de Negocios Ad Interim durante el periodo: 28 de agosto de 1959 al 11 de diciembre de 1961. En esta su segunda estancia en Moscú conoce y entabla una profunda amistad con el reconocido pintor mexicano Diego Rivera.
En 1962 es enviado de regreso a México para desempeñar el cargo de Jefe del Departamento de Europa, Asia y África, de la Dirección General del Servicio Diplomático. Poco tiempo después en esa misma Dirección, fue nombrado Subdirector General Adjunto y ascendido a la categoría de Primer Secretario. También durante la realización de esta labor fue ascendido a Consejero y nombrado Subdirector General.
Su primer puesto como Embajador de carrera del Servicio Exterior Mexicano, fue en Ghana, África, cargo que ocupó desde el 20 de septiembre de 1968 al 2 de agosto de 1972. Desde ese país, atendió las relaciones con Marruecos y Senegal, ante cuyos gobiernos fue acreditado en calidad de “Embajador Concurrente”. Durante esta etapa, el 24 de noviembre de 1972, se le impuso la Condecoración por 25 Años en el Servicio Exterior Mexicano.
El 15 de diciembre de 1972 presenta sus cartas credenciales como Embajador Extraordinario y Pleniponteciario ante el Gobierno de Filipinas y después de exitosas gestiones en ese país asiático, recibió órdenes de regresar a México el 1 de marzo de 1974, para hacerse cargo de la Dirección General de Archivo, Biblioteca y Publicaciones, de la Secretaría de Relaciones Exteriores Mexicana.
Posteriormente el 13 de septiembre de 1974 fue enviado de regreso al África. En esta ocasión como Embajador ante el gobierno de Argelia, concurrente en Marruecos y Túnez con residencia en Argel. Ocupa este cargo hasta el 5 de abril de 1977.
El 7 de febrero de 1977 es nombrado para la legación mexicana en La Habana, Cuba, donde 38 años atrás había comenzado su carrera diplomática, pero esta vez como Embajador Extraordinario y Plenipotenciario. Presenta sus cartas credenciales el 27 de abril de ese mismo año y tres años más tarde, el 10 de abril de 1980, culmina su labor en la isla.
La última representación diplomática mexicana, para la cual sería nombrado Embajador Extraordinario y Plenipotenciario fue la de Varsovia, en la entonces República Popular de Polonia. Misión en la que había trabajado poco tiempo después de finalizada la Segunda Guerra Mundial y en la que permaneció desde el 13 de junio de 1980 hasta que es llamado de regreso a su país para su jubilación el 2 de marzo de 1983.
De acuerdo con los merecimientos contemplados en la Ley del Servicio Exterior Mexicano, el Presidente de la República, nombró a Madero “Embajador Eminente” y tiempo después “Embajador Emérito”.
Tras acogerse a la jubilación después de más 36 años de servicio activo, se radica en las afueras de Tepoztlán, Estado de Morelos, donde fallece producto de un cáncer a la edad de 83 años.